# Donghe Xiang (socken i Kina)
Donghe Xiang (kinesiska: 东河, 东河乡) är en socken i Kina. Den ligger i provinsen Yunnan, i den sydvästra delen av landet, omkring 360 kilometer sydväst om provinshuvudstaden Kunming. Antalet invånare är 14 771. Befolkningen består av 6 640 kvinnor och 8 131 män. Barn under 15 år utgör 16,0 %, vuxna 15-64 år 75 %, och äldre över 65 år 7,0 %.
Genomsnittlig årsnederbörd är 1 525 millimeter. Den regnigaste månaden är juli, med i genomsnitt 409 mm nederbörd, och den torraste är februari, med 4 mm nederbörd.